# Urandioxid
Urandioxid eller Uran(IV) dioxid (UO2), är en oxid av uran, ett svart, radioaktivt, kristallint pulver som förekommer naturligt i mineralet uraninit. Det används i bränslestavar på kärnkraftverk. En blandning av uran och plutonium används som MOX-bränsle. Före 1960-talet användes det som en gul och svart färg i keramisk glasyr och glas.

## Tillverkning
Urandioxid tillverkas genom att reducera urantrioxid med väte.
UO3 + H2 → UO2 + H2O vid 700 °C (970 K)
Denna reaktion är en viktig del vid tillverkning av kärnbränsle genom upparbetning och urananrikning.

## Bilder av urandioxid

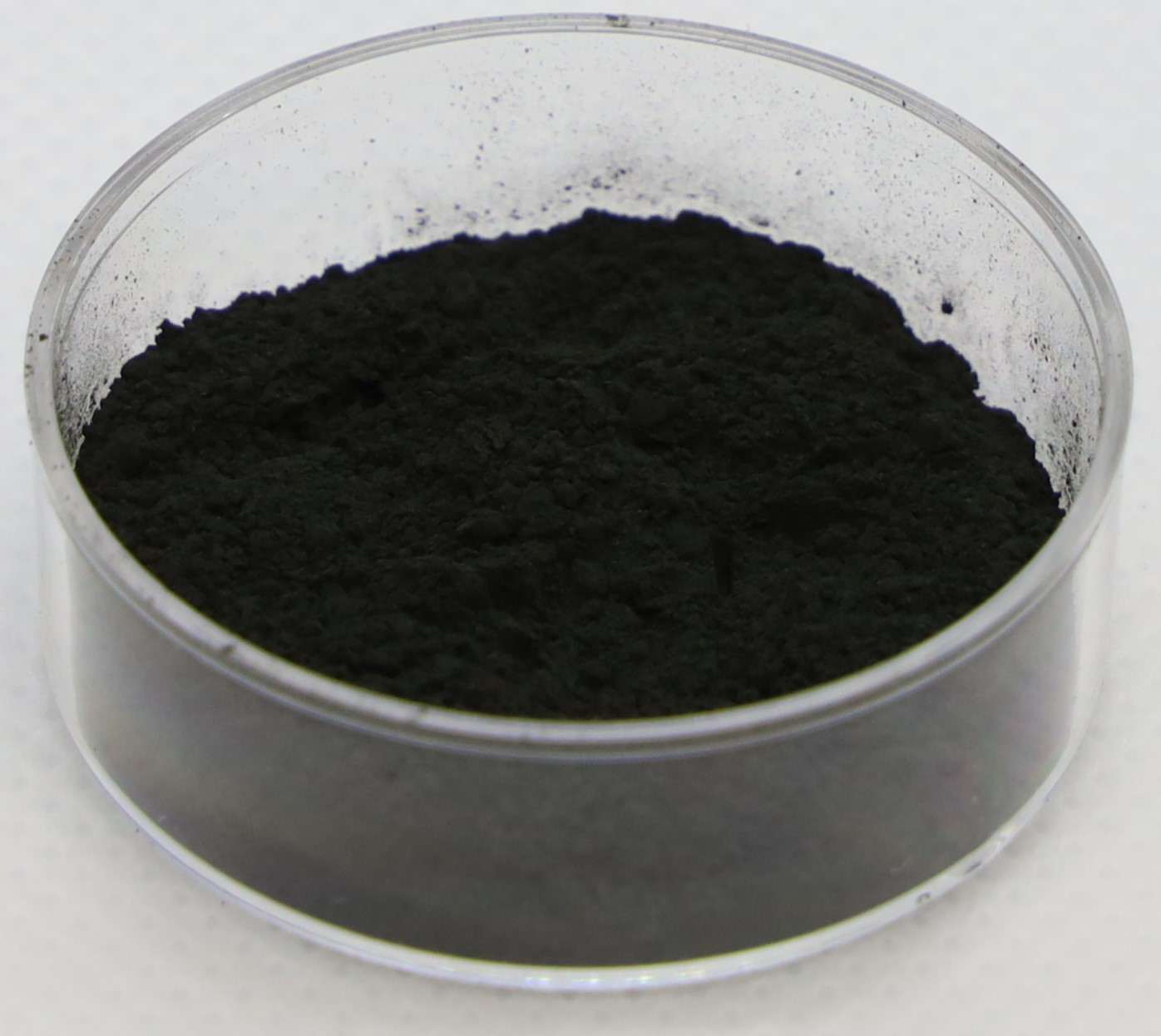
Urandioxid (pulver)
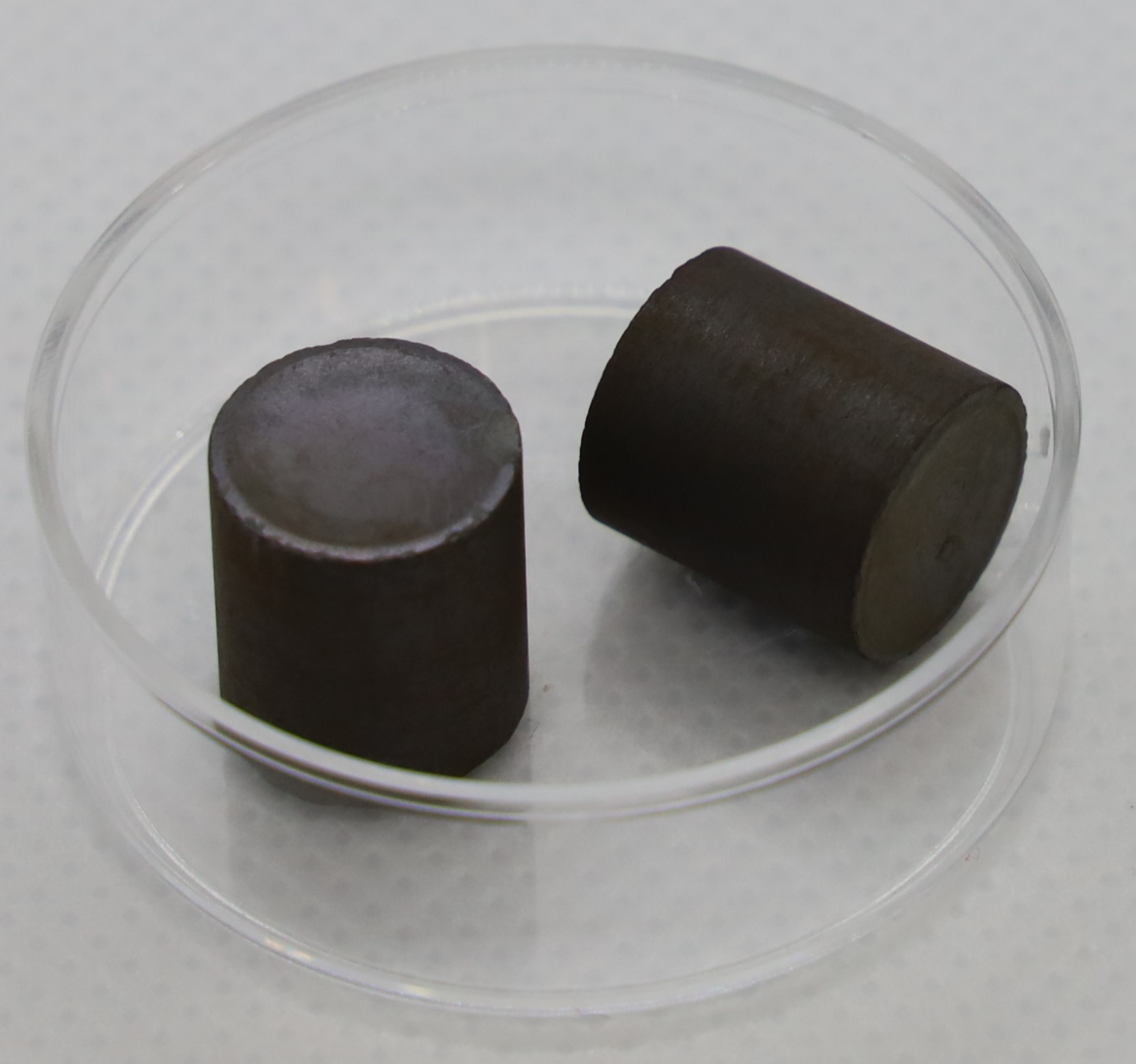
Urandioxid (pellet)
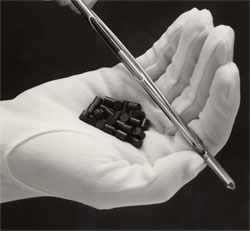
Urandioxid (pellets)